# Dirk Sterckx
Dirk Sterckx (ur. 25 września 1946 w Herent) – belgijski i flamandzki polityk, filolog, od 1999 do 2011 poseł do Parlamentu Europejskiego trzech kadencji.

## Życiorys
Z wykształcenia filolog germański, studia wyższe ukończył w 1969 na Uniwersytecie Gandawskim. Pracował jako nauczyciel, a od 1975 jako dziennikarz BRT (później przemianowanej na VRT). Od 1996 był głównym prezenterem wiadomości telewizyjnych. Od 2001 zasiada w radzie miasta Lint koło Antwerpii. Należy do Flamandzkich Liberałów i Demokratów (Open VLD), był przewodniczącym tej partii od lutego do czerwca 2004.
W 1999, 2004 i 2009 uzyskiwał mandat deputowanego do Parlamentu Europejskiego. Zasiadał we frakcji liberalnej, pracował w Komisji Transportu i Turystyki. Tuż przed ukończeniem 65 lat zdecydował się na rezygnację z mandatu i zakończenie kariery eurodeputowanego. W 2011, już po złożeniu mandatu, nominowany został do nagrody MEP Awards dla najbardziej pracowitych posłów Parlamentu Europejskiego w kategorii energia.